# Chiara Moroni
Chiara Moroni (Iseo, 23 ottobre 1974) è una politica italiana, deputata alla Camera dal 2001 al 2013.

## Biografia

### Vita privata
Nata ad Iseo (Brescia), ma vive a Roma. Suo padre era il parlamentare socialista Sergio Moroni, che si suicidò nel 1992 dopo essere stato coinvolto nell'inchiesta Mani pulite.
Laureata in farmacia, nel 1999 diviene borsista di ricerca al Dipartimento di Farmacologia della facoltà di Medicina e Chirurgia dell'università di Brescia.

### Deputata del Nuovo PSI
La giovane Moroni entra nel mondo della politica dopo la morte del padre, prima nella Federazione giovanile socialista, poi aderendo al progetto politico del Nuovo PSI, partito di cui ha fatto parte della segreteria nazionale dal luglio 2001.
Alle elezioni politiche del maggio 2001 viene eletta deputata nel collegio uninominale di Rezzato per la Casa delle Libertà, in rappresentanza del Nuovo PSI: all'età di 26 anni è la parlamentare più giovane nella XIV Legislatura.
Viene nominata Presidente della componente del gruppo misto Liberaldemocratici, Repubblicani, Nuovo Psi.
Alle elezioni europee del 2004 è candidata al Parlamento europeo come capolista di Socialisti Uniti per l'Europa nella circoscrizione Italia nord-occidentale con lo slogan “Facce nuove, idee chiare”: classificatasi prima con 8.499 preferenze, non viene eletta in quanto non scatta il seggio in quella circoscrizione.
Nell'agosto 2004 è stata al centro di roventi polemiche, scaturite dalle esternazioni dei deputati leghisti Alessandro Cè e Dario Galli, che avevano dichiarato: "Ci sono persone abbastanza giovani, che stanno qui non si capisce per quali meriti", alludendo chiaramente alla Moroni e ai partiti della Prima Repubblica (fra cui quello socialista), che la Lega ha spesso criticato.
Chiara Moroni si è detta scossa dalla foga degli interventi leghisti, definendola "un'aggressione fisica e verbale, a tal punto rozza, volgare, inappropriata e grezza che non ne faccio parola per il profondo rispetto che ho del Parlamento".
Questa la sua reazione:
Ha occupato un ruolo di primo piano del corso del congresso straordinario del Nuovo PSI, tenuto nell'ottobre 2005. Nel congresso si sono contrapposte due mozioni, la Moroni, insieme al ministro Stefano Caldoro, all'eurodeputato Alessandro Battilocchio e ad altre rappresentanze, ha deciso di schierarsi sulla linea del segretario Gianni De Michelis, confermando l'alleanza con la Casa delle Libertà.
Al consiglio nazionale, però, si è astenuta nel voto di fiducia a De Michelis, così come Caldoro ed altri, che hanno ribadito: "Stiamo con De Michelis per evitare spaccature del partito, ma non ne condividiamo la linea politica".

### Deputata di Forza Italia (2006-08)
Alle elezioni politiche del 2006 la Moroni si è candidata con Forza Italia, in base ad un precedente accordo con il Nuovo PSI basato sul "diritto di tribuna": non è stata eletta, ma è stata ripescata, avendo Silvio Berlusconi e Giulio Tremonti rinunciato al seggio della circoscrizione "Lombardia 2", optando per un altro collegio.
Lascia il Nuovo PSI il 3 maggio 2006 e la svolta le ha attirato le critiche di numerosi membri del suo vecchio partito. Si è iscritta al gruppo parlamentare di Forza Italia assumendo il ruolo di vice capogruppo fino al 2008.

### Deputata del Popolo della Libertà
Alle elezioni politiche del 2008 si candida con il Popolo della Libertà nella circoscrizione Lombardia 3 e viene riconfermata. È vice presidente e tesoriere del gruppo PdL.

#### Attività legislativa
Nel luglio 2008 ha sottoscritto una proposta di legge costituzionale, a prima firma di Renato Farina, per la reintroduzione dell'immunità parlamentare Il 15 luglio 2009, assieme al leghista Maurizio Fugatti, è firmataria di un emendamento al ddl "anticrisi" che introduce il provvedimento di scudo fiscale.

#### Prese di posizione
Il 7 novembre 2008 sulle dichiarazioni di Berlusconi su "Obama abbronzato" ha commentato: "mi sento di sottoscrivere il commento di Fedele Confalonieri. Fa parte di quello che è Berlusconi e fa parte anche di quello che gli elettori, le persone amano di Berlusconi. Fa parte un po' del genio di Berlusconi. (...) Non solo gli italiani lo hanno votato, ma durante i governi Berlusconi l'Italia ha conosciuto i momenti di maggiore prestigio ed autorevolezza internazionali, perché poi quello che conta sono le relazioni diplomatiche e anche personali che il presidente Berlusconi riesce a costruire. E io sono sicurissima che alla fine avrà un rapporto fortissimo con Obama, perché i riformisti alla fine si incontrano e si capiscono. Sia Berlusconi che Obama sono due reali e forti riformisti, si incontreranno sulle cose da fare"
Il 19 marzo 2009 si è espressa per il controllo dell'esecutivo sui pubblici ministeri: "Un progetto di sottoporre il pubblico ministero al controllo del potere esecutivo sarebbe assolutamente corretto e giusto".
Nel maggio 2009 ha dichiarato di essere a favore del riconoscimento dei diritti civili alle coppie di fatto e alle coppie omosessuali. Nel 2010 ha precisato di essere favorevole all'introduzione nell'ordinamento italiano dei matrimoni tra persone dello stesso sesso.
Nel gennaio 2010 si è dichiarata favorevole alla dedica di una via a Bettino Craxi.

### L'adesione a FLI
Il 4 agosto 2010, durante le dichiarazioni di voto sulla mozione di sfiducia nei confronti del sottosegretario di Stato Giacomo Caliendo, ha proclamato la decisione di non partecipare al voto, in un discorso incentrato sulla critica a come nel Pdl «la battaglia garantista venga confusa con il giustificazionismo». Dopo la votazione Chiara Moroni ha annunciato l'adesione al gruppo parlamentare Futuro e Libertà per l'Italia, di cui diviene vice presidente e tesoriere.
Il 19 ottobre 2010 Chiara Moroni fonda l'associazione "Socialismo e Libertà" con l'intento di dare spazio anche alla cultura socialista, laica e riformista all'interno di Futuro e Libertà per l'Italia. Nel gennaio 2013 è nominata commissario regionale del partito in Lombardia.
Alle elezioni politiche del 2013 si candida alla Camera in FLI nella circoscrizione Lombardia 1, ma il partito non raggiunge il quorum.

### Altre attività
Nel gennaio 2014 diviene responsabile delle relazioni istituzionali dell'agenzia "Noesis Comunicazione"
Nel 2015 entra in Bristol-Myers Squibb dove nel 2018 diviene direttrice Innovative Medicine Business Unit per l'Italia.